# La Main visible des managers
La Main visible des managers (The Visible Hand: The Managerial Revolution in American Business) est un livre de l'économiste et historien américain Alfred Chandler (1918-2007) publié en 1977 et couronné par un prix Pulitzer.
Chandler essaie de comprendre pourquoi l’entreprise permet une meilleure économie de la coordination que le marché ; sa réponse est que l’organisation permet de donner aux managers intermédiaires une pleine vision sur l'économie de la chaîne de coordination (organisationnelle) d’un bien produit, puis distribué.
L’objet de sa démonstration n’est plus seulement l’entreprise, mais cette fois-ci, plus généralement, l’économie de la chaîne de coordination d’un bien.
Historiquement, le modèle de la firme moderne, et sa logique monopolistique ou oligopolistique, a supplanté l’économie du marché traditionnel. Pour un même bien, Chandler étudie donc cette évolution historique du passage entre ces deux institutions économiques de la coordination. C'est-à-dire, auparavant le marché et ses coûts d’asymétrie d’information entre les intermédiaires ; puis s’est progressivement développé le système hiérarchique de l’entreprise, comblant les asymétries d’information ; les hiérarchies étant le meilleur moyen d’avoir une pleine visibilité sur les différentes fonctions de production, et en réduire ainsi leur coût. Pour ce faire, Chandler synthétise les grandes étapes : du marché traditionnel, au développement des intermédiaires, des chemins de fer, puis des fusions. Pour enfin arriver au système de coordination par la grande firme, au moyen de l’émergence d’une nouvelle catégorie d’employés, cruciale pour le fonctionnement de l’entreprise : les cadres.

## L’économie du marché traditionnelle, coûteuse car opaque
Pour Chandler, l’économie du marché traditionnel est sans visibilité. C'est-à-dire que de petits espaces de transactions sont coûteux, puisque les biens et les denrées y arrivent de manière imprévisible. Les différents intermédiaires peuvent se rémunérer largement sur cette asymétrie d’information ; les fournisseurs n’en sont pas moins incertains des arrivages, ce qui complique tout type de gestion d’entreprise.
Comme palliatifs, furent développées des institutions commerciales pour ce marché traditionnel, mais qui restèrent opaques. En effet, ces intermédiaires pouvaient être coûteux, puisque les facteurs de visibilité, ceux des prix et des volumes de marchandises arrivants, étaient des plus réduits. Le marchand du monde colonial restait central : « l’élément de base de l’économie urbaine était la boutique à une seule personne ».
Pour rompre avec ce marchand colonial, toute une série de techniques et de spécialisations dans le commerce vont s’établir. Celles-ci afin de réduire l’incertitude, c'est-à-dire les difficultés de prévoir ou de standardiser les procédures commerciales. Au premier rang desquels, les transports et les techniques financières sont des facteurs de visibilité des prix ; tous deux émergèrent l’un à l’autre de manière consubstantielle. Mais pour que ces techniques financières fussent esquissées – pour une visibilité des transactions par l’abstraction – il fallait que les transports et les systèmes financiers pussent disposer d’une meilleure information commerciale. Et le foisonnement de journaux, ainsi que les nouveaux systèmes de communication, attendaient tous deux l’émergence de pratiques gestionnaires développées.
Ce sont les techniques de gestion qui rendirent davantage visibles les échanges économiques pour un même bien, luttant ainsi contre l’opacité du marché traditionnel. Les premières visibilités gestionnaires furent en effet des garanties financières, des garanties sur les transports, assurant des livraisons plus régulières, sur des prix plus sûrs et fixés à l’avance. Les premières sociétés par action développèrent l’exigence – des prêteurs de fonds – d’une comptabilité régulière et rigoureuse. Mais les techniques de gestion furent rudimentaires.
Ce n’était pas la taille de l’entreprise qui restreignait le développement des techniques, mais la forme organisationnelle qui prévalait – l’entreprise mono-divisionnaire. Pour favoriser cette coordination des informations et des transactions dans la production, les techniques gestionnaires vinrent petit à petit donner plus de visibilité dans une même usine de production et pour les entités contractantes autour d’elle.
Ainsi les premières visibilités organisationnelles se développèrent. Trois dispositifs, qui participèrent à la visibilité des activités au-delà du contrôle « personnel » des activités, furent présentés : le livre des plantations dans un souci de recenser tous les types de flux – biens, facteurs, humains – d’une entreprise ; le développement de la comptabilité pour des relevés de l’état des lieux de gestion et des prix visibles ; et le regroupement des facteurs de production dans une même usine initiant les premières formes d’entreprise moderne intégrée.
Les « limites techniques » de vision, sur les activités de l’entreprise, furent premièrement en amont – l’approvisionnement. Les capacités d’information administrative sur l’entreprise ont déterminé les principales étapes du développement de la firme moderne.

## Voir et gérer sur une grande distance: les chemins de fer comme innovateurs des techniques de gestion.
Pour constituer la forme de l’entreprise moderne intégrée, il fallait avoir une visibilité sur ses techniques en interne : celle de la coordination intraadministrative. C'est-à-dire la coordination économique et organisationnelle ; puis une période de grandes fusions acheva une seconde visibilité, par l’administration interentreprise.
Les premières entreprises modernes furent les compagnies ferroviaires. Car il fallait savoir gérer l’afflux des demandes d’opérations rigoureuses, sur un grand volume, et par un très grand nombre de petites unités. En effet, les singularités de l’industrie ferroviaire, la plus grande structure productive d’alors, firent émerger le développement des techniques de gestion les plus avancées. C’est, en effet, un besoin de coordination et contrôle qui émanait d’entreprises aux tailles inégalées. Il fallait des nouvelles organisations, avec des nouvelles procédures administratives et des systèmes d’information, à la fois comptables et processuels, pour avoir une vue et un contrôle sur ces larges territoires.
Ces grandes entreprises avaient également un grand besoin de capitaux, de finances extérieures ; de ce fait, les gestionnaires ne furent plus propriétaires de l’entreprise. Et ce secteur ferroviaire, du fait de sa taille et de sa complexité, fut un moteur des innovations en termes de pratiques de gestion à la fois financières et administratives.
C’est à la suite d’un accident que le besoin d’une surveillance continue sur le vaste et interdépendant territoire du réseau ferré émergea. Ce qui était premièrement un coût pour les entreprises – développer le contrôle et la coordination sur la gestion commune des réseaux – devint rapidement un des avantages comparatifs premiers de ce secteur. De plus, afin de « maintenir la direction et le contrôle général de tous les services possibles le plus près possible des exécutants », il fallait un contrôle plus fiable : avec des mesures chiffrées, en flux continuel. Ce sont les innovations de la statistique et de la comptabilité qui affirmèrent le contrôle toujours croissant des activités. L’information de gestion fut plus précise, plus normée ; cette gestion devenait « une science et un art ».
Et le développement de ces techniques de flux d’informations a permis de concevoir l’opportunité des premiers regroupements interfirmes. Alors, ce contrôle intrafirme devint, de plus en plus, une coordination interfirme, puisqu’il fallait gérer dans un réseau toujours plus grand ; et l’économie des réseaux est ainsi faite que les coûts fixes s'amortissent fortement avec l’accroissement de la taille. Ce sont les cadres moyens, administratifs, qui travaillaient aux synergies de réseaux ; les cadres gestionnaires avaient, quant à eux, peur des investissements lourds par fusions. Mais le besoin était pourtant bien réel d’une visibilité par les techniques interadministratives. Dans un premier temps, ce sont les coordinations de types spéculatives qui créaient de grands ensembles ; ensuite, les cadres intermédiaires ont innové, en termes de techniques de gestion, pour mailler une coordination bureaucratique des flux d’informations entre eux.
Ainsi est né le modèle de l’entreprise, celui coordonnant un vaste réseau de flux d’informations. Mais le modèle grand réseau complexe est né de longues années de stratégies de regroupement. Celles-ci furent à la fois administratives, et financières, d'abord sous forme de « communautés informelles », qui restèrent sur des échecs, jusqu’aux regroupements capitalistiques par fusion : grâce à de grands spéculateurs, les propriétaires furent poussés à développer de grands ensembles, par la coordination des cadres moyens.

## Voir en amont et en aval: l’économie de la coordination entre la distribution et la production de masse.
Ainsi l’intégration de différentes unités au sein d’une même entreprise permettait de déterminer les conditions de concurrence des groupes. Ceux dont les économies d’échelle allaient leur permettre de dominer leur marché ; et de restreindre, non seulement la concurrence, mais aussi la capacité d’entrée sur leur marché. Premièrement, ces groupes devaient trouver des débouchés. Il fallait pouvoir disposer d’une pleine visibilité sur toute la distribution. C’est-à-dire toute une nouvelle économie de la vitesse qui allait développer ces techniques propres de commercialisation, pour diminuer le coût des intermédiaires ; puis en produisant en toujours plus grandes quantités, et en étant toujours plus proches du consommateur. Pour cela, le développement crucial de l’information commerciale passait par les nouveaux moyens de communication, plus fiables et rapides. L’intermédiaire fut grossiste, qui fut lui-même revendeur. Parfois même, celui-ci fut intégré à la firme.
Dès lors, les techniques de distribution étaient intégrées dans la firme moderne ; tout comme les données de gestion : le rapport de la marge brute aux ventes nettes, et surtout le taux de rotation des stocks devenaient les mesures les plus visibles des capacités de distribution des firmes. Même sur de plus grandes distances, l’information commerciale et la régularité de la circulation des biens rendaient possible une gestion de la consommation de masse. Cette économie de la vitesse fit apparaître un nouvel acteur, le distributeur.
Quant à la production de masse, Chandler consacre de larges et intéressants développements sur les techniques de l’organisation scientifique de travail (O.S.T.) ; il conteste son rôle prééminent dans le management moderne, aux dépens des techniques de coordination. En effet, les travaux de Taylor furent ceux d’une demande. En période de récession, il fallait définir les cadres organisationnels pour le développement des techniques de comptabilité, et la gestion des coûts dans l’entreprise. Ses préconisations furent celles d’une séparation complète, entre les ateliers de conceptions et ceux de réalisations. S’il influença grandement son époque, il ne fut adopté par aucun chef d’entreprise ; aucune application de la théorie ne se fit sans modification, ses recommandations étaient prises avec parcimonie. De ce fait, après l’O.S.T., ce sont les développements continus des techniques de coordination qui furent principalement adoptés. Et l’industrie automobile fut la figure de proue de ce modèle productif phare, celui de la firme moderne symbolisée par la Ford T., et la coordination extensive des processus de production.
Ce qui primait était la coordination, la gestion, et le contrôle d’un flux continu de la production, par-delà les ateliers. C'est-à-dire une « économie de la vitesse » qui n’est pas réalisée sur la parcellisation des tâches de travail individuelles, mais sur la gestion collective de celles-ci, dans sa globalité.

## L’émergence de l’entreprise moderne
L’intégration de la production et la distribution de masse relèvent de cette capacité organisationnelle. Pour une même structure, les dirigeants voulaient avoir le contrôle, c'est-à-dire la pleine visibilité de l’ensemble, des tenants aux aboutissants des affaires. Ce qui revenait à savoir maîtriser la rotation, les coûts et l’intensité de production : ce sont les enjeux cruciaux de cette gestion.
Et le manager salarié devient un personnage clef de cette économie, aux États-Unis. L’intégration est une vue sur la production, une autre sur le consommateur. Pour cela, la forme de la firme moderne fut atteinte par une première intégration interne (1880) ; l’intégration externe (1890) vint par une période d’intenses fusions capitalistiques. Pour comprendre cette évolution, Chandler pose explicitement la question du « pourquoi » de l’intégration. En réalité, cette intégration est issue de la concurrence : la place sur le marché et la compétition furent décisives pour ces évolutions irréversibles. Il y a les entreprises pionnières, dont chacune trouva des innovations en termes de production continue : ces entreprises intégrées devinrent les leaders de leurs marchés. Ensuite il y a les entreprises imitatrices, celles qui imitèrent le dynamisme des premières, en construisant leur propre réseau : pour maîtriser à la fois l’offre et de la demande, afin d’obtenir la taille de multinationales.
Et cette intégration fut également capitalistique, un moyen évident d’atteindre la taille nécessaire pour la compétition des marchés nationaux. Avec trois temps pour cette intégration par fusion : celui des ententes et des coopérations, par des systèmes fédératifs ou de cartels, ne fonctionnant guère car ne mettant jamais à l’abri des comportements opportunistes ; celui des grandes fusions des années 1880, où seules celles qui disposaient de grandes capacité de coordination administrative au préalable réussissaient ; enfin celui des fusions de consolidation, de 1890 à 1903, où les synergies à trouver furent davantage en interne, plutôt qu’à vouloir juguler la compétition en achetant la concurrence. Les réussites des périodes de concentrations capitalistiques et administratives étaient déterminées par de grandes différences sectorielles et industrielles pour leur intégration verticale. La nature du marché a joué un rôle plus important que les méthodes de production employées ; l’intégration a permis une domination oligopolistique, et non monopolistique ; les entreprises qui ont atteint leur forme organisationnelle intégrée purent conquérir les marchés étrangers.

## Les cadres comme intégrateurs rendant visibles les flux économiques.
Face à l’économie invisible traditionnelle, la visibilité des flux économiques est réalisée par la coordination par les cadres managers. Les grandes entreprises sont en effet le fruit d’un effort historique de coordination et d’intégration des cadres. C’est cette capacité de création des hiérarchies dans l’entreprise qui sélectionna les entreprises en position d’oligopole, et protégées de la concurrence. Ce fut alors une nouvelle catégorie sociale, qui a pris le pouvoir dans les entreprises ; car elle détenait les éléments objectivables de l’architecture administrative de l’entreprise moderne : statistiques et données d’entreprise, la comptabilité et la maîtrise des procédures internes étaient l’apanage de ces nouveaux cadres managers. De la capacité de création organisationnelle des cadres dépend donc en partie l’intégration verticale de la firme. Les premières mesures de coordination furent horizontales, avec des mesures administratives ; pour ensuite pouvoir diriger verticalement la firme, en quête d’intégration. Une fracture s’imposa donc, dans l’entreprise, avec la coordination administrative des cadres moyens et les objectifs des cadres gestionnaires. Ces cadres moyens étaient davantage entrepreneurs, se sentaient plus concernés par l’avenir de l’entreprise et favorisaient l’expansion et la coordination au-delà des frontières de l’entreprise. Au contraire, les cadres supérieurs gestionnaires assuraient, quant à eux, une coordination plus stratégique ; ils exigeaient la rentabilité des projets d’expansion, à affecter les ressources pour l’avenir avec les moyens comptables et gestionnaires. Eux, qui sont en relation avec les décideurs financiers des entreprises, vont avoir moins de proportions pour l’expansion de l’entreprise. Cependant, la forme organisationnelle de l’entreprise moderne a été installée par ceux-ci. Les structures de la firme moderne furent acquises avant la Première Guerre mondiale, la période d’après va continuer ce processus et le réaffirmer Ce sont principalement les outils de gestion par les statistiques des données d’entreprise qui rendirent possible le développement de la firme moderne ; les professionnels vont diffuser leur savoir au-delà de leurs entreprises, des institutions enseigneront ces nouveaux principes ; et le modèle de la firme, où la propriété et la gestion administrative et stratégique sont séparées, s’imposa.

## L'entreprise multidivisionnelle duXXesiècle
L’entreprise moderne à maturité est celle d’une adaptation permanente. Avec une professionnalisation des cadres, une institutionnalisation de ses techniques, et la recherche, la prospection de nouveaux marchés, avec de nouvelles synergies : s’ensuivit la préoccupation de la diversification. La thèse de Chandler est donc cette visibilité : de l’informel au formalisme des règles de gestion ; d’une « entreprise d’entrepreneur à une entreprise gestionnaire » ; avec ces outils comptables et de gestion qui sont les uniques manières, par ces dispositifs, de gouverner les distances, les fonctions et les hommes qui s’accroissent. Avoir toutes les informations de gestion et de sécurité qui devaient être visibles sur un tableau « visibles d’un coup d’œil » (p.114-MSM), pour contrôler, et ajuster, autant l’approvisionnement, la production, et la distribution de masse.
Si les États-Unis furent le pays de l’avènement de cette forme moderne d’entreprise intégrée, il fallait, pour Chandler, différencier ce modèle de celui des Européens ; afin de mettre en évidence, tout autant la singularité de « l’expérience américaine », que la validité historique des mécanismes économiques de la firme, révélés au cours de sa description historique. Encore une fois, l’explication d’étude historique comparative fait figure d’objet de démonstration.

## Édition française
- La Main visible des managers, d'Alfred Chandler, éditions Economica, octobre 1989 (traduction Frédéric Langer)  (ISBN 2717816917).